# Ban Prasat
 (septembre 2024).
Ban Prasat (thaï: บ้านปราสาท) est un site archéologique préhistorique de Thaïlande. Il se trouve à environ 35 km au nord de la ville de Nakhon Ratchasima (ou Korat) dans le sous-district de Non Sung, province de Nakhon Ratchasima.
C'est le deuxième site archéologique préhistorique de Thaïlande en importance (après le site de Ban Chiang dans la Province d'Udon Thani).
Les découvertes sont exposées dans un petit musée situé juste à côté.
Les fouilles débutées en 1980 ont permis de découvrir des ossements humains de 59 squelettes dans trois fosses, des outils en pierre, des parures en os d'animaux, des objets en bronze, des bijoux, quelques armes et de très nombreuses  poteries. Ces fouilles ont révélé que le site était habité à l'origine au néolithique il y a plus de 3000 ans, puis il y a de 1600 à 1800 ans et pour finir il y a environ 600 ans, vers le 14ème siècle, pendant la période khmère.
Les sites des fouilles ont été aménagés et sont désormais ouverts au public.